# Scooch
Gli Scooch sono un gruppo musicale britannico di genere europop, formatosi nel 1998.
Il gruppo ha partecipato all'Eurovision Song Contest 2007 come rappresentante del Regno Unito, presentando il brano Flying the Flag (For You).

## Formazione
- Natalie Powers
- Caroline Barnes
- David Ducasse
- Russ Spencer

## Discografia
Album
- 2000 - Welcome to the Planet Pop (solo in Giappone)
- 2000 - Four Sure (UK #41)

Singoli
- 2000 - When My Baby (UK #29)
- 2000 - More Than I Needed to Know (UK #5)
- 2000 - The Best Is Yet to Come (UK #12)
- 2000 - For Sure (UK #15)
- 2007 - Flying the Flag (For You) (UK #5)